# Neoplojeni plod
Neoplojeni plod oz. partenokarpni plod (gr. parthenos = deviški; karpos = plod) je plod brez semen ali pa jih ima slabo razvite. Pogosto so taki plodovi pri kultiviranih rastlinah: jablana, hruška, ananas, bananovec, ...
Primer kako pride do neoplojenega ploda je lahko sorta kakija Tipo, ki ima izključno ženske cvetove. Drevo oprašujejo žuželke. Če v bližini ni dreves kakija z moškimi cvetovi, se kljub preletom čebel razvijejo neoplojeni plodovi; sicer pa so plodovi oplojeni in vsebujejo do osem velikih semen.